# GJB 5860-2006型
GJB 5860-2006型は、052D型・055型等中国人民解放軍海軍駆逐艦に搭載されているVLS型多目的ミサイル発射機。
欧米各国で使用されているMK41型と形状はよく似ているが、MK41型がSAM・SUM・SLCMは搭載するが通常SSMは搭載しないのに対して、このVLSはSSMも搭載する。
当初、052D型に搭載された際はSAMのみとジェーン海軍年鑑等で判断されていたが、052D型にはSSM専用の発射機が見当たらず、055型も同型のVLSを搭載されると発表された時点でSAM・SUM・SLCM・SSM全てを搭載可能な多目的VLSであることが判明した。